# Mechanicko-biologická úprava

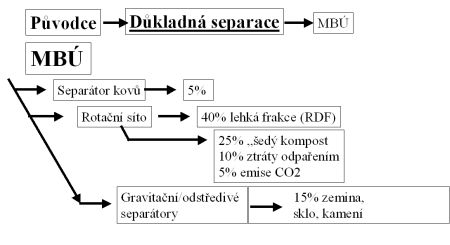
Obr. 1: Schéma MBÚ

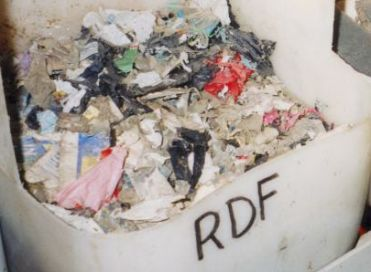
Palivo odvozené z odpadu

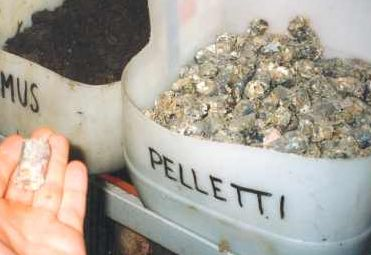
Alternativní palivo v peletizované podobě

Mechanicko biologická úprava (MBÚ) je určena především na zpracování zbytkového komunálního odpadu a podobných odpadů, které nejsou vhodné pro kompostování či anaerobní digesci, za účelem stabilizace a snížení objemu odpadu.
Hlavním cílem MBÚ je předúprava odpadů před uložením na skládky a částečné využití některé složky těchto odpadů. Na lince MBÚ jsou odpady nejprve mechanicky roztříděny pomocí sít, magnetických separátorů apod. Podsítná (těžká) frakce obsahuje především biodegradabilní materiály. Tato frakce je stabilizována biologickými metodami, většinou aerobně, případně kombinací anaerobních a aerobních metod. Takto stabilizované odpady již na skládce nepodléhají biologické degradaci, tím je výrazně snížena tvorba skleníkových plynů, zápachu, nebezpečných výluhů apod. Obecné schéma MBÚ zobrazuje obr. 1.
Linky MBÚ mají většinou čtyři základní výstupy, ačkoli se lze setkat i s velmi odlišnými variantami:
1. Lehká frakce (palivo RDF – z angl. refuse-derived fuel)
2. Stabilizovaný bioodpad
3. Kovy
4. Těžké materiály (kamínky, sklo)

Obr. 1: Obecné schéma linky mechanicko-biologické úpravy
- ad 1: Zhruba 40 % z výstupu této linky tvoří certifikované palivo (RDF), někdy také nazývané lehká frakce. Má vysokou výhřevnost, nízký obsah popela po spálení a nízký obsah chloru. V zahraničí se toto palivo používá v elektrárnách, teplárnách nebo cementárnách, případně ve specializovaném zařízení (obr. 2). Například technické služby města Tampere ve Finsku, Pirkanmaan Jätehuoto OY vyrábí na lince mechanicko biologické úpravy z odpadu palivo s nulovým obsahem chloru a výhřevností 18 Mj/kg. Vyrobení takto kvalitního paliva předpokládá eliminaci PVC vstupujícího do linky, to je v regionu Tampere sbíráno jako nebezpečný odpad. RDF lze také peletizovat do pelet, (viz obr. 3).

- ad 2: Frakce kompostovatelných materiálů je většinou získávána jako podsítná frakce na rotačních sítech 60–100 mm. Tato frakce je pak biologicky stabilizována aerobní fermentací, tedy v podstatě kompostováním. Během této úpravy se odpaří značné množství vody (10%) a část bioodpadu se přemění na CO2 (5%). Výsledný stabilizovaný bioodpad tvoří zhruba 25% z počátečního množství zbytkového odpadu vstupujícího do linky. Většinou tato biologická úprava probíhá po dobu 3 týdnů s intenzivní aerací nebo překopáváním a pak ještě několik měsíců zcela bez překopávání. Tento materiál samozřejmě nemůže nahradit kvalitní kompost, neboť obsahuje příliš mnoho nečistot, těžkých kovů apod. Je však použitelný jako rekultivační substrát, velice často je používán přímo k rekultivaci skládek, jindy je ukládán na skládky bez využití. Podle nově připravované směrnice EU nebude již biologicky stabilizovaný odpad považován za rozložitelný, pokud bude dostatečně stabilní bude jej možno skládkovat jako inertní odpad, což zjednoduší dosažení cílů směrnice 1999/31/EC – snižování množství komunálních biologicky rozložitelných odpadů ukládaných na skládky.

- ad 3: Během třídění jsou také vyseparovány magnetické kovy (5%), které jsou materiálově využity.

- ad 4: Těžké složky, které tvoří asi 15%. Jedná se především o sklo, případně kamínky či zeminu. Tento materiál je ukládán přímo na skládku.

Oproti klasickým zařízením na likvidaci odpadu má MBÚ velkou výhodu v tom, že nepotřebuje stálé množství zpracovávaného odpadu a v případě nedostatku odpadů jej lze bez větších problémů převést na kvalitní kompostárnu.